# Женска ватерполо репрезентација Грчке
Женска ватерполо репрезентација Грчке представља Грчку на међународним такмичењима у ватерполу за жене. Од почетка двехиљадитих година женска ватерполо селекција Грчке представља једну од водећих репрезентација у Европи, а највећи успех остварила је на Олимпијским играма у Атини 2004. када је освојила сребрну медаљу.

## Резултати

### Летње олимпијске игре
- 2000. – Није се квалификовала
- 2004. –  2. место
- 2008. – 8. место
- 2012 - Није се квалификовала
- 2016 - Није се квалификовала

### Олимпијски турнир
- 1996. – 4. место

### Светско првенство
| Светско првенство | Учествовање      | Пласман          | ИГ               | П                | Н                | И                | ГД               | ГП               | ГР               |
| ----------------- | ---------------- | ---------------- | ---------------- | ---------------- | ---------------- | ---------------- | ---------------- | ---------------- | ---------------- |
| Мадрид 1986.      | Није учествовала | Није учествовала | Није учествовала | Није учествовала | Није учествовала | Није учествовала | Није учествовала | Није учествовала | Није учествовала |
| Перт 1991.        | Није учествовала | Није учествовала | Није учествовала | Није учествовала | Није учествовала | Није учествовала | Није учествовала | Није учествовала | Није учествовала |
| Рим 1994.         | Није учествовала | Није учествовала | Није учествовала | Није учествовала | Није учествовала | Није учествовала | Није учествовала | Није учествовала | Није учествовала |
| Перт 1998.        | Четвртфинале     | 5. место         | 8                | 5                | 0                | 3                | 58               | 57               | +1               |
| Фукуока 2001.     | Четвртфинале     | 7. место         | 8                | 4                | 0                | 4                | 40               | 48               | -8               |
| Барселона 2003.   | Осмина финала    | 9. место         | 6                | 3                | 0                | 3                | 51               | 38               | +13              |
| Монтреал 2005.    | Четвртфинале     | 5. место         | 7                | 5                | 1                | 1                | 59               | 36               | +23              |
| Мелбурн 2007.     | Четвртфинале     | 8. место         | 7                | 3                | 0                | 4                | 67               | 55               | +12              |
| Рим 2009.         | Полуфинале       | 4. место         | 7                | 3                | 0                | 4                | 59               | 62               | -3               |
| Шангај 2011.      | Финале           | Победник         | 6                | 6                | 0                | 0                | 62               | 51               | +11              |
| Барселона 2013.   | Четвртфинале     | 6. место         | 7                | 3                | 1                | 3                | 71               | 71               | 0                |
| Казањ 2015.       | Четвртфинале     | 6. место         | 7                | 3                | 0                | 4                | 78               | 64               | +14              |
| Будимпешта 2017.  | Четвртфинале     | 7. место         | 6                | 3                | 0                | 3                | 66               | 52               | +14              |
| Квангџу 2019.     | Четвртфинале     | 8. место         | 7                | 3                | 0                | 4                | 67               | 72               | -5               |
| Будимпешта 2022.  | Четвртфинале     | 7. место         | 6                | 3                | 1                | 2                | 90               | 50               | +40              |
| Фукуока 2023.     | Четвртфинале     | 8. место         | 6                | 3                | 0                | 3                | 90               | 49               | +41              |
| Доха 2024.        | Полуфинале       | 4. место         | 7                | 4                | 0                | 3                | 99               | 71               | +28              |
| Укупно            | 14 учешћа        | (1-0-0)          | 95               | 51               | 3                | 41               | 957              | 776              | +181             |

### Европско првенство
- 1985. – Није учествовала
- 1987. – Није учествовала
- 1989. – 7. место
- 1991. – 7. место
- 1993. – 7. место
- 1995. – 4. место
- 1997. – 7. место
- 1999. – 5. место
- 2001. – 4. место
- 2003. – 5. место
- 2006. – 6. место
- 2008. – 6. место
- 2010. –  2. место
- 2012. –  2. место
- 2014. – 6. место
- 2016. – 5. место
- 2018. –  2. место
- 2020. – 6. место
- 2022. –  2. место
- 2024. –  3. место

### Светска лига
- 2004. – 6. место
- 2005. –  Шампион
- 2006. – Квалификациони турнир
- 2007. –  3. место
- 2008. – Квалификациони турнир
- 2009. – 6. место
- 2010. –  3. место
- 2011. – 8. место
- 2012. –  3. место
- 2013. – Квалификациони турнир
- 2014. – Квалификациони турнир
- 2015. – Квалификациони турнир
- 2016. – Квалификациони турнир

### Светски куп
- 1979. – Није учествовала
- 1980. – Није учествовала
- 1981. – Није учествовала
- 1983. – Није учествовала
- 1984. – Није учествовала
- 1988. – Није учествовала
- 1989. – Није учествовала
- 1991. – Није учествовала
- 1993. – Није учествовала
- 1995. – Није учествовала
- 1997. – 6. место
- 1999. – 8. место
- 2002. – 7. место
- 2006. – 6. место
- 2010. – 7. место
- 2014. – Није учествовала